# Rehal

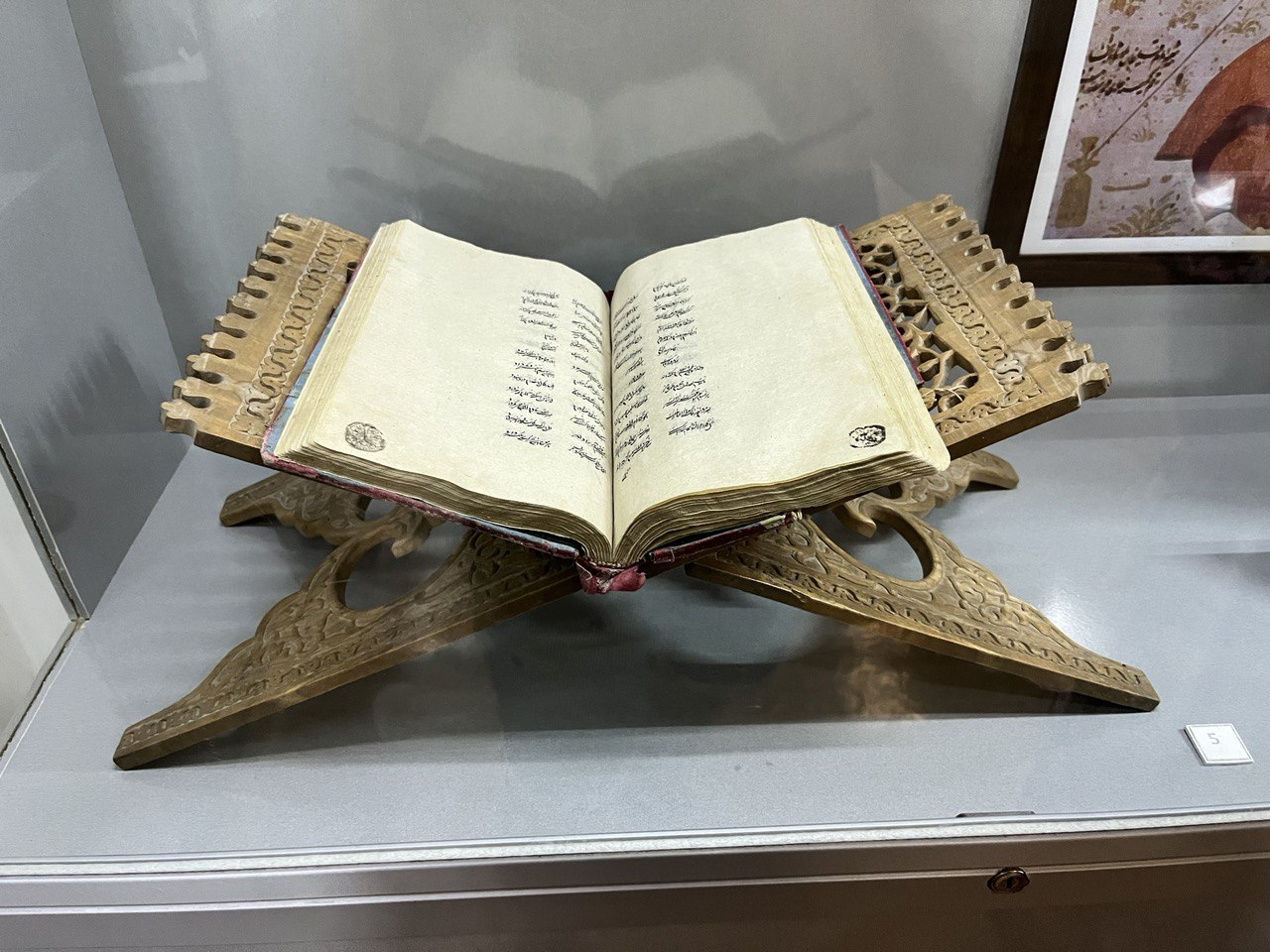
Rehal s historickou knihou v muzeu v Buchaře, Uzbekistánu

Rehal ((arabsky: رَحْل, bengálsky: রেহাল, hindsky: रिहल, urdsky: رحل); někdy též přepisováno z hindštiny a udrštiny jako rayhal či rihal, popřípadě z arabštiny jako rahla či rahil, nebo turecky rahle nebo také tawla (arabsky: طاولة)) je skládací držák na knihy ve tvaru písmene X, který se používá k držení knih. Název pochází z arabského slova rahl (رَحْل), které znamená “velbloudí sedlo”.
Rehal je běžně využíván různými náboženskými skupinami jako podpora k držení náboženských knih a písem, aby se nedotýkaly země. Používá se pro knihy, jako jsou Korán v islámu, Rámájana v hinduismu, Guru Granth Sahib v sikhismu a Bible ve východním křesťanství. Používá se jak pro vystavení v muzejních expozicích, tak i při čtení nebo recitaci.
Většinově jsou zdobeny náboženskými symboly, nápisy či abstraktními květinovými motivy. Obvyklým materiálem pro výrobu rehalu je dřevo, lze jej ale nalézt v rozličných provedeních, jako je např. plast či kov. Je navržen tak, aby se dal složit do plochého tvaru pro pohodlné uskladnění či přepravu (tzn. běžný rehal má 2 pozice, zavřenou a otevřenou). Při výrobě dřevěného rehalu se nepoužívají ani hřebíky, ani lepidlo, ale celý rehal je vyřezán z jednoho kusu dřeva.

## Uzbecký laukh

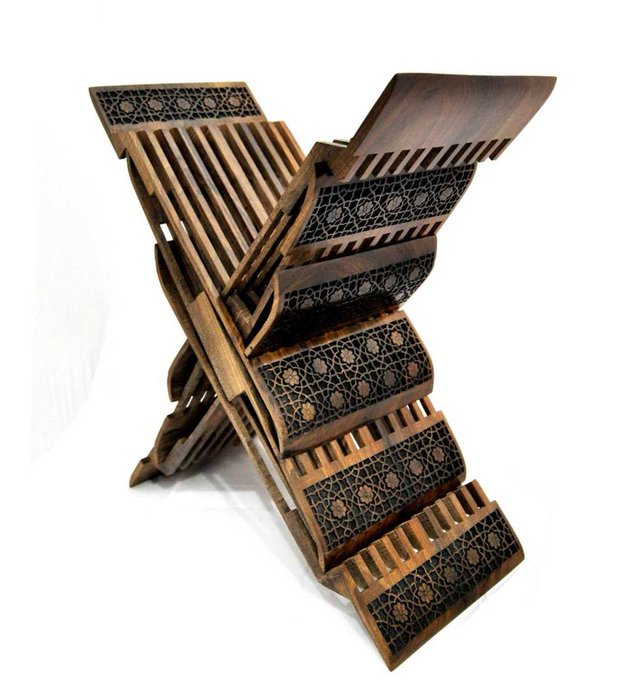
Uzbecký laukh, který je schopen zaujmout až 10 rozdílných pozic při rozložení

Speciálním typem rehalu je uzbecký laukh, který je svou propracovaností na úplně jiné úrovni. Laukhy jsou vyrobeny ze dřeva, obvykle nejsou zdobeny žádnými náboženskými nápisy ani symboly, nýbrž obsahují jen geometrické tvary, arabesky či přírodní motivy. Při rozložení je možné obvykle stojan dostat do více než 5 rozdílných pozic tak, aby co nejlépe vyhovoval svému účelu a čtenáři dané knihy (záleží na jeho propracovanosti). Přesto, že laukhy pocházejí z poměrně chudé země, Uzbekistánu, ceny ručně dělaných zdobnějších dřevěných laukhů se běžně mohou vyšplhat i do výšky několika set amerických dolarů.

## Galerie

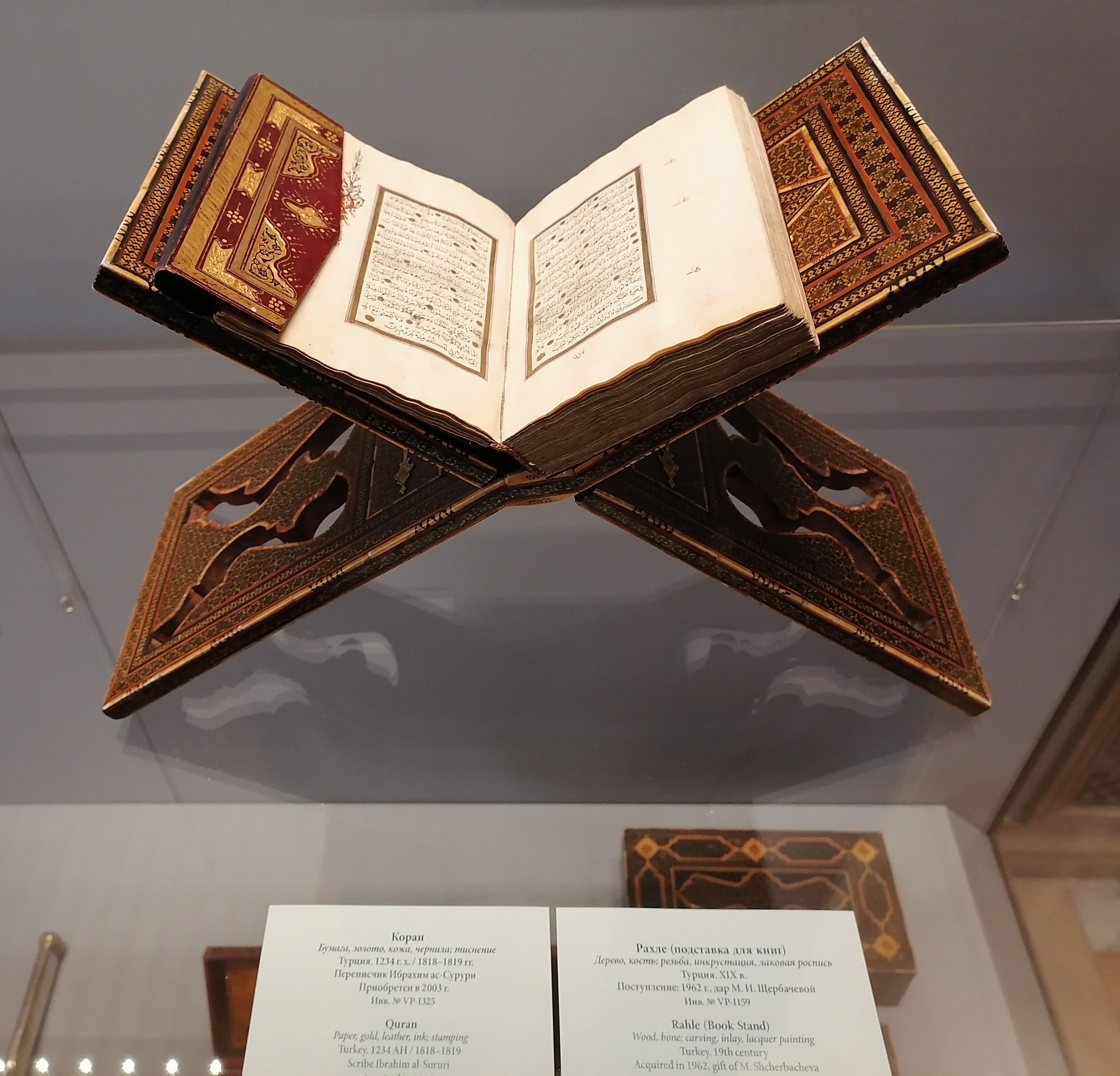
Rehal a korán z Turecka z 19. století, Ermitáž, Petrohrad, Rusko
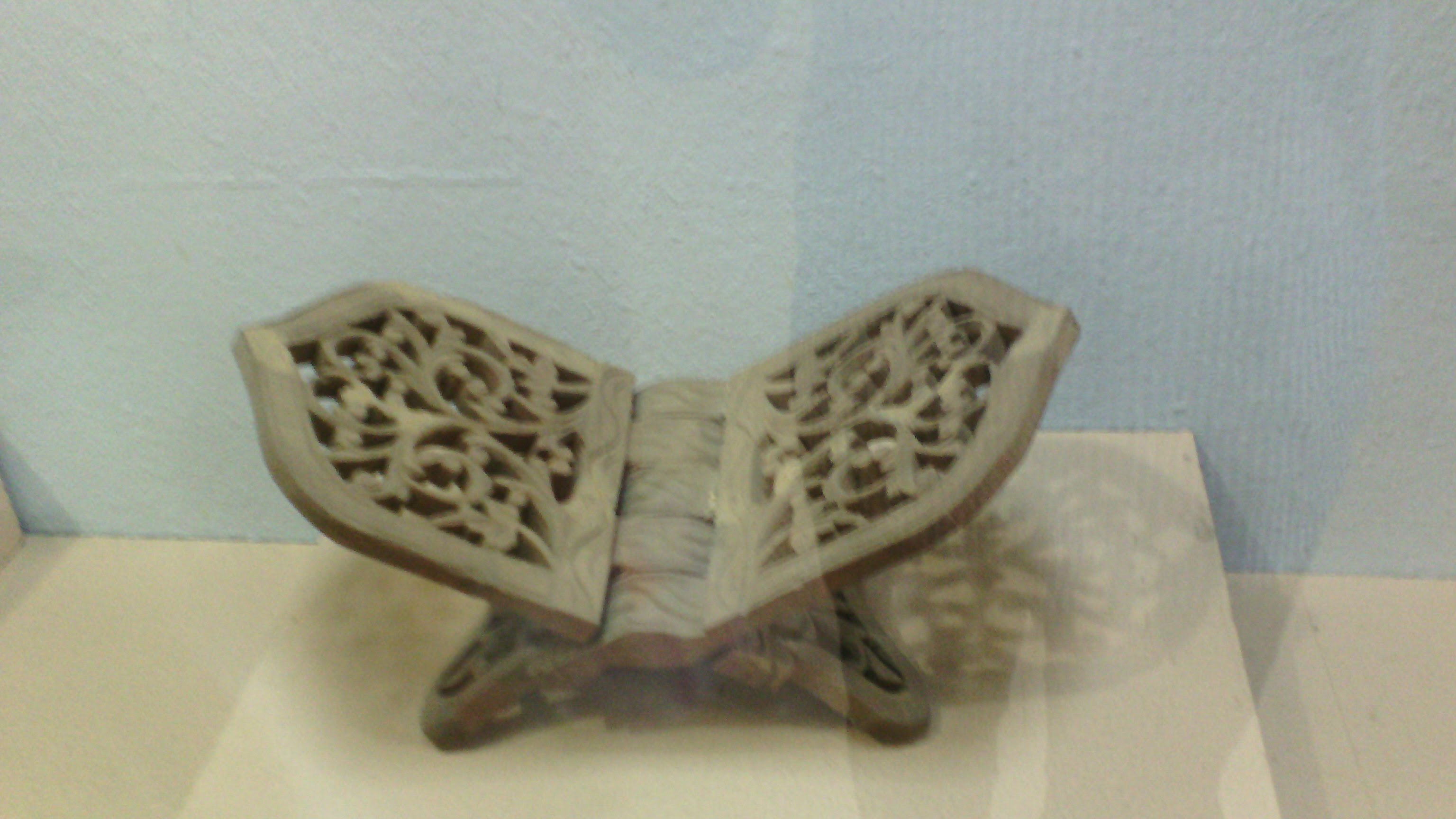
Historický rehal v Shilpacharya Zainul Folk and Craft Museum, Sonargaon, Bangladéš
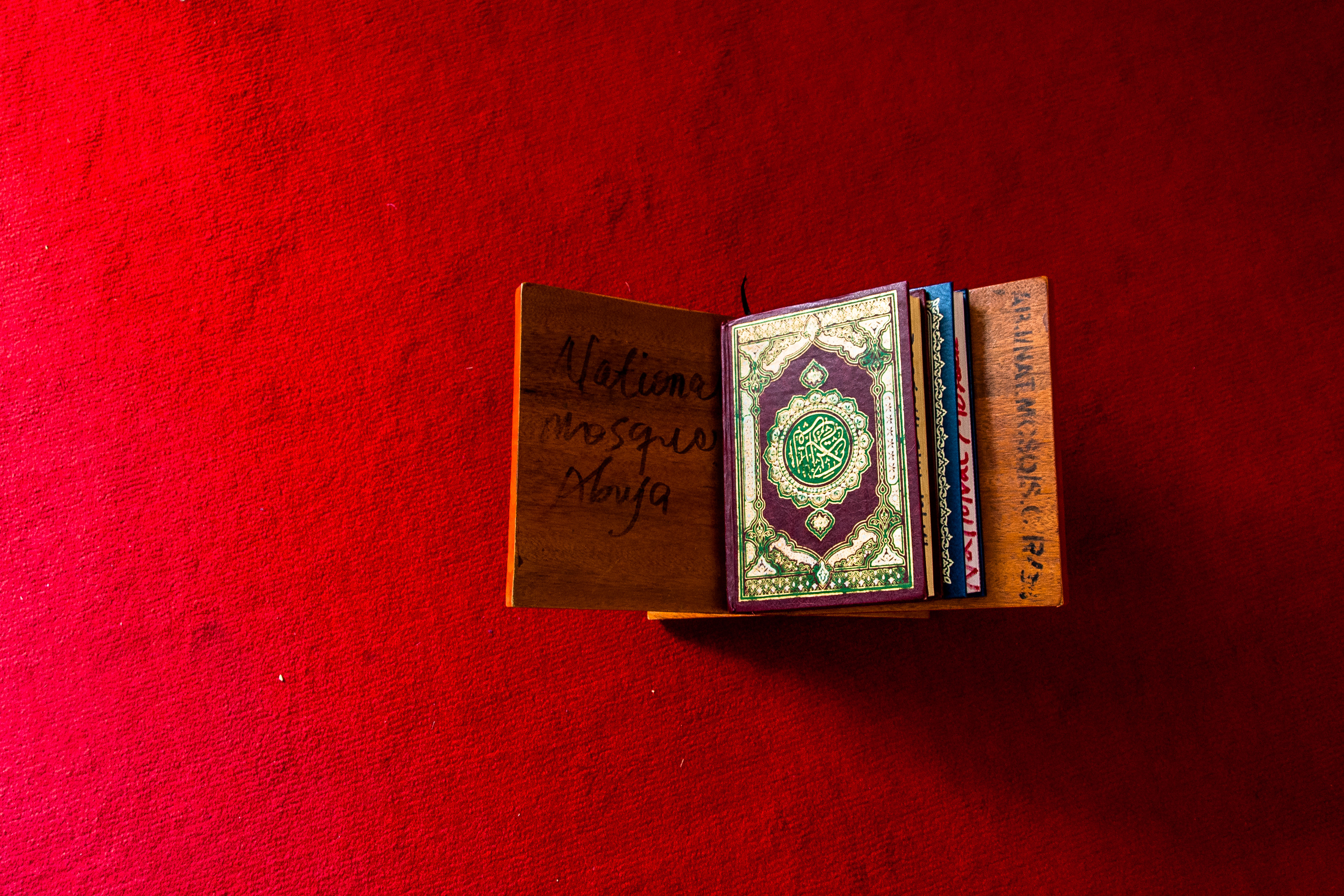
Korán umístěný na rehalu, Národní mešita, Abuja, Nigérie.
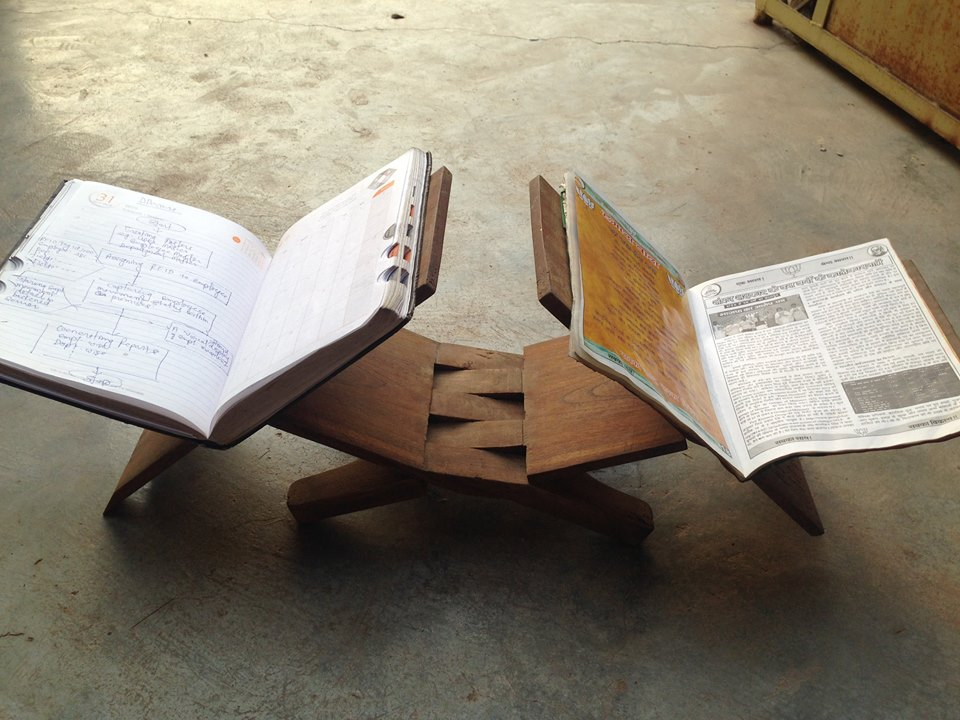
Neobvyklý dvojitý rehal z města Fatehpur, Uttarpradéš, Indie
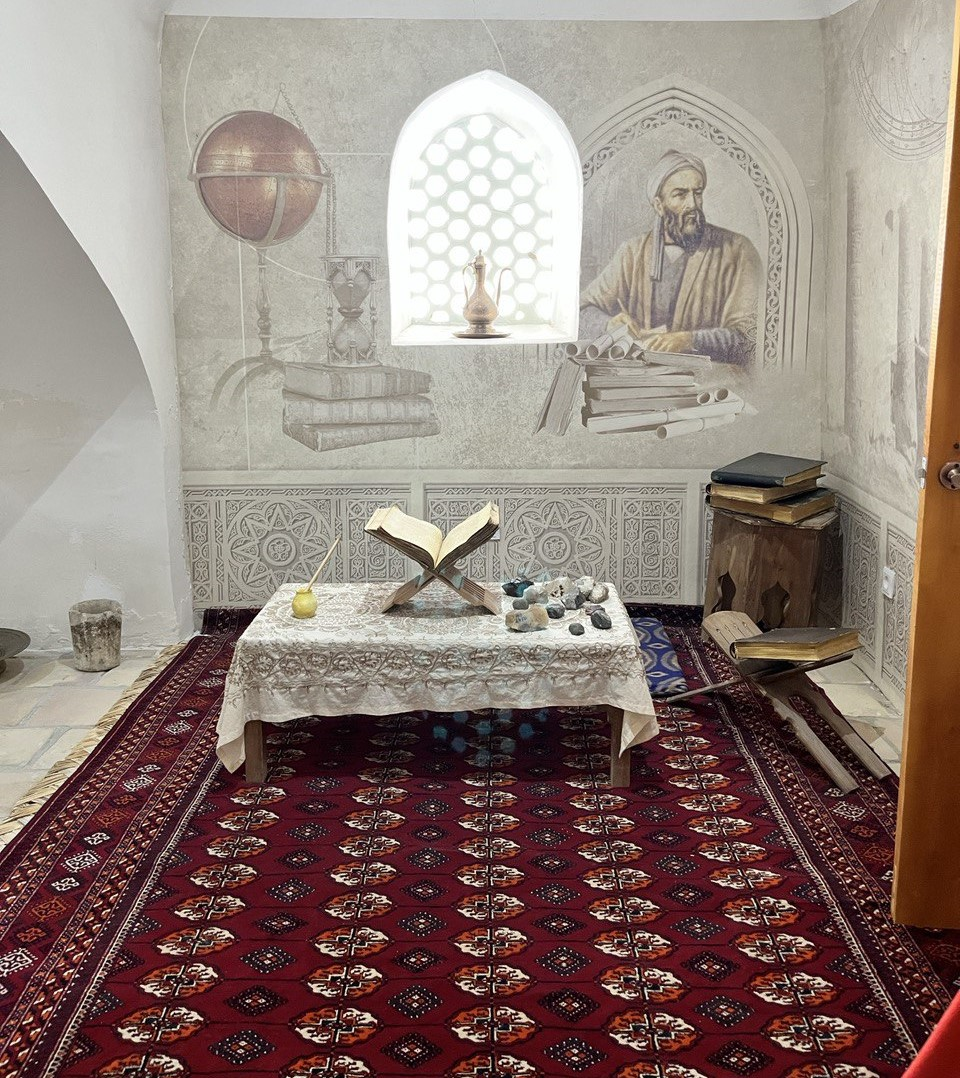
Laukh v Muzeu učenců v Chivě, Uzbekistán
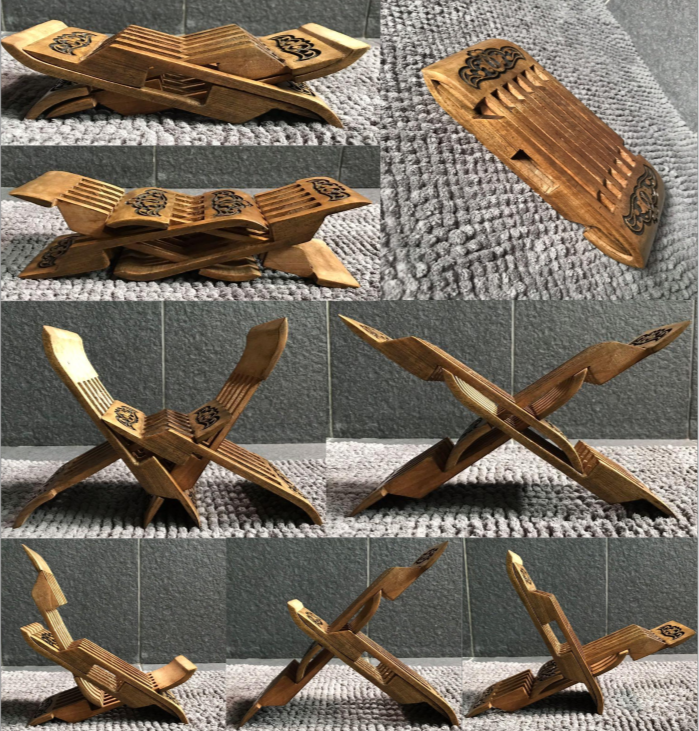
Uzbecký laukh a některé z jeho možných poloh při rozložení
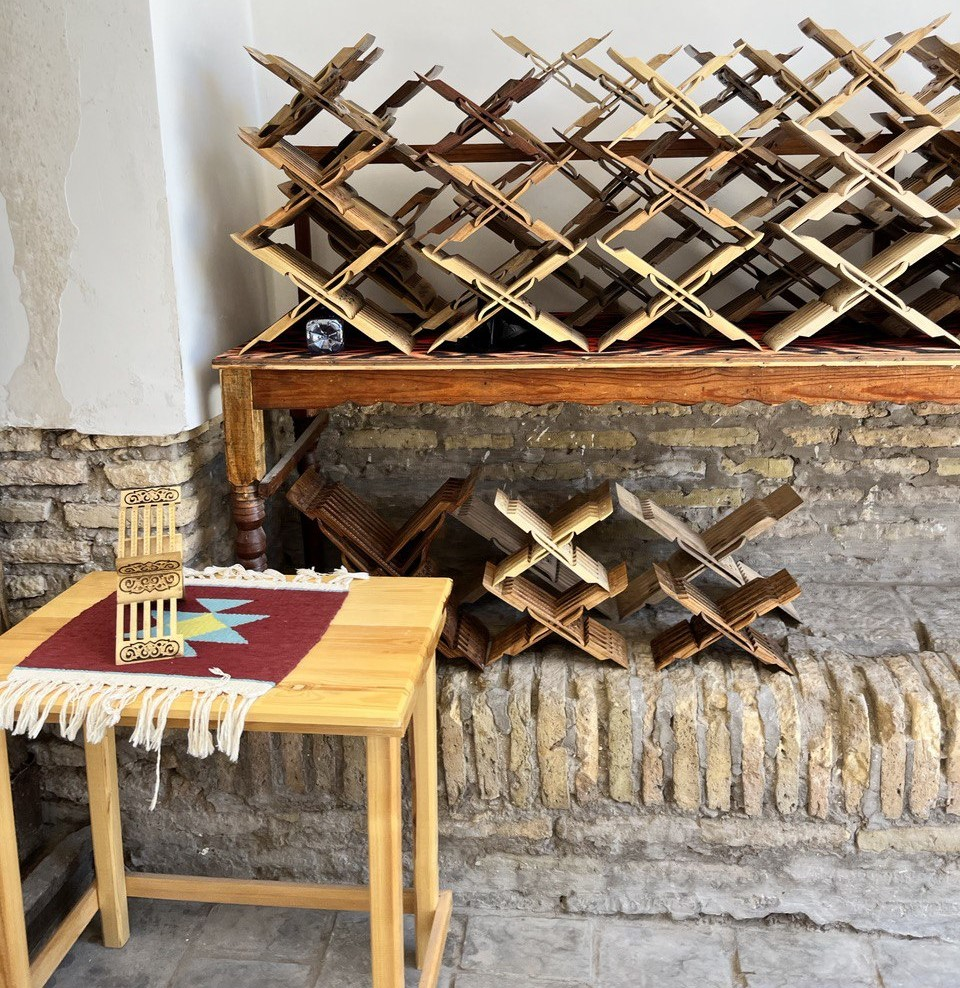
Pouliční obchod s laukhy, Chiva, Uzbekistán